# كينسينغتون (أولمبيا) (محطة مترو أنفاق لندن)
كينسينغتون (أولمبيا) (بالإنجليزية: Kensington (Olympia))‏ هي إحدى محطات مترو أنفاق لندن. تقع على خط ديستريكت أفتتحت في المنطقة (Zone) رقم 2 أفتتحت في 27 مايو 1844. 